# 大夫
大夫（たいふ、だいぶ、たゆう）とは、本来古代中国における身分呼称のひとつ。日本では太夫（）とも表記し、律令制では太政官においては三位以上（大臣ではない）、寮においては四位以上、（大国・上国ではない）中国以下の国司においては五位以上の官吏の称とされたが、やがて時代が下ると五位の通称となり、さらに転じて身分のある者への呼びかけ、人物の呼称として色々な意味を持つようになった。

## 中国における大夫
大夫とは、中国の周代から春秋戦国時代にかけての身分を表す言葉で、領地を持った貴族（王族・公族も含む）のことであった。大夫は卿の下、士の上に位した。周代、周王室および諸侯に仕える小領主は大夫と呼ばれ、その上級のものが卿と呼ばれ、国政に参加した。諸侯が横暴であった場合、大夫らにより追放されることもあり、主君を脅かし得る地位を得るようになった。後代には大夫の中に衰退する者も現れたが、その後、有力農民層が新たに士という階級を形成し、地位を得るようになったといわれる。
春秋時代の晋では地方の県の長官のことを大夫と呼ぶようになり、後に諸国もこれに倣い、中央集権的な郡県制へと移行することになる。唐の時代の官制では従二品より従五品下の総称となった。
現在の中国語では医者（:zh:大夫）のことを指す。

## 朝鮮における大夫
『魏略』の逸文によると、箕子の子孫は朝鮮侯を世襲したが、東周が衰退すると王を僭称するようになり、周王朝を尊んで燕を攻撃しようとした。しかし大夫の礼（人名）が朝鮮王を諌めたので、王は攻撃を中止して、逆に燕に礼を派遣したので燕は朝鮮を攻めるようなことはなかった。衛氏朝鮮では朝鮮王のもとに「稗王」「太子」がおり、「大夫」「大臣」「相」「将軍」が合議して国家運営にあたった。

## 日本における大夫
『後漢書』「東夷伝」や「魏志倭人伝」には、中国に遣わされた倭人の使者が自ら「大夫」と称していたという記述が見られる。しかしこれはきわめて古い時代のことであり、後の時代との関係は明らかではない。
大夫の称は日本の律令制度にも取り入れられ、『公式令』の規定では太政官においては三位以上、寮においては四位以上、中国以下の国司においては五位以上の官吏の称とされた。すなわち、五位以上の男性官吏を指す称号であるといってよい。官職としての大夫はだいぶと読み（「東宮大夫」など）、単に五位を意味する場合にはたいふと読み分ける。訓読みにおいては、「まえつきみ」である（鬼頭清明 『大和朝廷と東アジア』 吉川弘文館 1994年 p.14）。また六位以下相当の官職の者が五位に叙せられた時、官職の下に大夫と付記する（例えば六位相当の官職である左衛門尉が五位に昇った際、左衛門大夫と称する）。五位にありながら散位即ち無官の者は無官大夫と称される。また従五位下の者は唐名を朝散大夫と称した。
女官の場合、五位以上の者を命婦という（詳細は命婦の項を参照）。
なお『日本書紀』の崇神天皇8年12月20日、及び垂仁天皇25年2月8日の条には「大夫」の文字があるが、大夫というのは律令制度における官位の呼称であって、律令制が確立される以前の崇神・垂仁天皇の代に「大夫」という呼び方や官職があったわけではない。これは『日本書紀』が編纂されたときにその執筆者によって加えられた文飾であり、「大夫の身分に相当する者」すなわち今でいえば大臣や側近というほどの意味で使われたとみられる。
やがて時代が下ると大夫は五位の通称となり、さらに転じて身分のある者への呼びかけ、または人名の一部として用いられるようになった。五位というのは貴族の位の中では最下の位であったが、地方の大名や侍、また庶民にとってはこれに叙せられるのは名誉なことであった。そこでたとえ朝廷より叙せられなくとも一種の名誉的な称号として、大夫（太夫）を称するようになったのである。以下その例をあげる。ただし「太夫」と表記し「たゆう」と読む例が多い。

### 神道
伊勢神宮の神職である権禰宜が五位に叙せられていたことから、神職のことをいう。のちに神職でも下位の者である御師を太夫と呼ぶようになった。

### 武家での通称
江戸時代、大名の家老職に当る者を指して太夫と呼ぶことがあった。

### 芸能
神職を大夫と呼ぶことから転じて、里神楽や太神楽の長を太夫と称した（里神楽・太神楽については神楽の項参照）。

#### 能楽
猿楽座（座）や流派の長（観世太夫など）を指し、古くは「シテ」の尊称として使用された時代もあったが、現在は使用されていない。

#### 浄瑠璃
江戸時代以降、音曲を語る者、またはその名の一部に用いる（竹本義太夫など。女性には用いない）。

#### 歌舞伎
江戸時代の歌舞伎の一座で座元のこと。座元の息子や跡継ぎを「若太夫」とも称した。立女形への尊称。

#### 遊廓
江戸時代、江戸吉原や京島原大坂新町における官許の遊女で最高位にある者への呼び名。「松の位」とも呼ばれ、その名の一部にも用いられた（夕霧太夫、吉野太夫、高尾太夫など）。遊女をなぜ太夫と呼ぶのかについては諸説あるが、江戸時代初めのころ、能を演じた遊女が能楽の太夫に倣って称した（または称された）のが起りともいわれる。宝暦4年（1754年）に廃止され、江戸・吉原では以後名称は花魁（おいらん）に変わったが、京・島原、大坂・新町では「太夫」の名称が残り、嶋原では今も数名の太夫が存在する。

#### 幇間
敬称（「太夫衆」など）。

#### 門付
萬歳・猿まわし（猿も含む）・声聞師等の門付芸人に対する呼び方。

### その他
警察関係の隠語で、被疑者の意味。おもに近畿で使われる。取り調べで被疑者が自供することを「太夫がうたう」という。